# 殭屍小子系列
殭屍小子系列為金格影藝有限公司於台灣1980年代所拍攝的神怪喜劇電影。

## 系列概要
自從香港電影《暫時停止呼吸》上映後，台灣也掀起一陣跟拍殭屍片的風潮。本系列相異於香港殭屍片塑造的人物與情節，特別加許多童星飾演人物角色，藉以緩和殭屍的恐怖氣氛，並存在著有如殭屍剋星二佰伍之角色的獨特法則，使之觀看起來格外有別與其他的殭屍片風味。
然而，本系列在日本上映時，更是因故事和人物有著相互貫串的關係，童星以及劉致妤可愛的演出，壓倒性的比以林正英為主的殭屍片還要受到歡迎！甚至，還促成TBS電視台出資商請金格影藝拍攝殭屍電視影集《來來殭屍》。
另一方面，日本人往往在創作之中習慣給華人女性角色安上疊字名字，就是來自於本系列電影所給予的刻板印象。

## 系列作品

### 殭屍小子（1986年）
台灣跟拍殭屍片，遭受國內各界抨擊「戕害兒童身心」；行政院新聞局為因應此況，曾數度裁定「殭屍小子」禁演。
- 導演：趙中興
- 編劇：姚慶康
- 策劃：楊洪興
- 製作：林和平
- 監製：陳俊良、蔡松林

#### 主要登場人物
- 金爺爺：金塗
- 恬　恬：劉致妤
- 西瓜皮：劉至翰
- 小　黑：陳子強
- 沙班主：黃仲裕
- 蜻  蜓：鄭同村
- 小　虎：張台生
- 暴　牙：黄國書→徐明達
- 錢老板：陳松勇
- 小隊長：胖三
- 小殭屍：洪竟原

哈囉殭屍（1987年 -1988年
- 導演：王知政
- 編劇：蘇光勲
- 制作：陳俊良、蔡松林

- 金爺爺：金塗
- 恬　恬：劉致妤
- 小　黑：鄭同村
- 小　強：陳子強
- 西瓜皮：劉至翰
- 殭屍王：黃仲裕
- 小殭屍：洪竟原

### 幽幻道士（1988年）
- 導演：周彦文、方耀徳
- 製作：金格影藝有限公司

#### 主要登場人物
- - 金爺爺：金塗
  - 恬　恬：劉致妤
  - 蜻　蜓：鄭同村
  - 小　黑：賴雲昇/安安
  - 西瓜皮/殭屍：劉至翰
  - 大隊長：胖三
  - 祖奶奶：尤美芳
  - 浩雲道長：顧冠忠
  - 銀杏：狄佳
  - 白眉老道：黃仲裕
  - 長山道士：林光榮
  - 小殭屍：洪竟原

### 孩子王（1988年）
- 導演：蔡揚名、陳俊良
- 製作：金格影藝有限公司

### 來來殭屍（1988年）
上中下 等同 哈囉殭屍

### 立體奇兵（1989年）
英文標題：3-D ARMY
比起1970年代的紅藍立體技術, 本片為台灣首部採用偏光立體技術攝影的電影，觀看時必須配戴專用的特殊眼鏡，因此電影票價為此而提高了新台幣10元。
- 此作由娟娟（李宜娟）來取代原本恬恬地位的角色；日本則於2005年發行DVD-BOX時將本作收錄並將延用設定娟娟改譯為恬恬。
- 導演：陳良俊
- 製作：蔡揚名

#### 主要登場人物
- 金爺爺：金塗
- 娟　娟：李宜娟 (台灣演員)
- 蜻　蜓：鄭同村
- 小　黑：陳子強
- 安　安：賴雲昇

### 靈幻少女（1992年）
- 導演：王知政
- 演出：劉尚謙
- 劇本：劉正謙
- 製作補佐：吳湘麗

#### 主要登場人物
- 金爺爺：金塗
- 恬　恬：劉致妤
- 阿　村：鄭同村

#### 故事
恬恬是一個活潑可愛又懂事的女孩，自小就跟隨著金爺爺在義莊長大，從未見過自己的親生父母，更不知父母的下落，也使得恬恬日夜思念著他們，有一天夜裡，恬恬在睡夢中驚醒，發現自小從未謀面的父親利用黑夜來探望自己，發現恬恬醒來立刻離去，恬恬馬上尾隨追出，追至山林中不慎迷路，遇到了餓鬼及殭屍，一時險象環生，陷入危境，恬恬奮力抵抗，在最危急時，才發現因思念過渡原來是南柯一夢，夢中所打的殭屍竟是師姐圓圓，圓圓在義莊三小中年紀最大，暗中喜歡著師弟阿村，而阿村又和恬恬比較親近，看在圓圓眼中，就經常找機會為難恬恬，恬恬及阿村氣憤不過，想法子要整師姐，也因此在義莊中留下不少笑事。
在一次法事中，恬恬和阿村入夢驅魔，二小功力不夠差點喪命，幸虧金爺爺及時趕到，化解危機，而阿村又跌入夢中，遇到一美魔女鬼- 蘭姬，蘭姬誤認阿村是前世之夫，留下信物，阿村隨即被金爺爺喚回，留下一段回憶。
中元普渡，家家均備牲品祭拜，而阿村法眼未開，又和眾鬼爭食，鬧得不可開交，恬恬均一一化解。天快亮之際，蘭姬因赴五○○年前之約出現，又遇阿村，同時鬼王欲強娶蘭姬趕至，和二小發生衝突，又是險象環生，金爺爺趕至化解，蘭姬也就隨眾人回利義莊，圓圓得知醋意大發，欲置蘭姬於死地，被恬恬與阿村制止，把蘭姬送至一不知曉的空間。
蘭姬走後，異象發生，義莊附近人畜不見，迷漫著一股詭異氣息，金爺爺集合聚小，得知恬恬擅用「九法」，恬恬是唯一能制住魔教的人，如今因用「九」法已驚動魔界，先是鬼兵群至，魔界四大天王使圓圓喪命，阿村瘋狂反擊，而魔王鳩魔羅出現也將阿村殺了，正欲殺受傷恬恬以除魔，金爺爺為了保護恬恬，先把恬恬送至靈幻世界，再破了鳩魔羅十年邪功，鳩魔羅盛怒之下，將義莊付之壹炬。

## 遊戲
- 殭屍小子2（FC遊戲機 1987年9月25日發售 太東）
- Family Traner 來來殭屍（FC遊戲機 1989年1月26日發售 萬代）

## 外部連結
- 殭屍小子系列[永久]〈日本的喜好者網站〉